# T-100
El T-100 (amb el malnom de Sotka, 'cent') va ser un tanc prototip de doble torreta soviètic, dissenyat el 1938–39, que va deixar enrere el desenvolupament del tanc Kliment Voroixílov (KV-1). El T-100 va ser dissenyat per ser un tanc superpesant per l'equip de disseny S.M. Kirov Factory No. 185 OKMO de N. Barykov a Leningrad.
El projecte va ser iniciat per l'Exèrcit Roig, ja que necessitava substituir el tanc T-35 de cinc torretes basat en l'experiència de combat en la Guerra Civil espanyola. Una de les lliçons que va rebre l'Exèrcit va ser la necessitat de millorar el blindatge en els tancs pesats i mitjans.